# Giải quần vợt Mỹ Mở rộng 2015
Giải quần vợt Mỹ Mở rộng 2015 là một giải đấu quần vợt được chơi trên các sân cứng ngoài trời. Đó là phiên bản thứ 135 của Giải quần vợt Mỹ Mở rộng, sự kiện Grand Slam thứ tư và cuối cùng trong năm. Giải diễn ra tại Trung tâm quần vợt quốc gia USTA Billie Jean King.
Marin ilić là nhà vô địch bảo vệ trong nội dung đơn nam, nhưng thua nhà vô địch cuối cùng Novak Djokovic ở bán kết. Serena Williams là nhà vô địch ba lần liên tiếp đơn nữ và cũng đang cố gắng hoàn thành Grand Slam cả năm, nhưng cô đã thua Roberta Vinci trong trận bán kết. Flavia Pennetta đã giành được danh hiệu vô địch Đơn nữ và trở thành người Ý đầu tiên giành chiến thắng tại Giải quần vợt Mỹ Mở rộng.

## Giải đấu

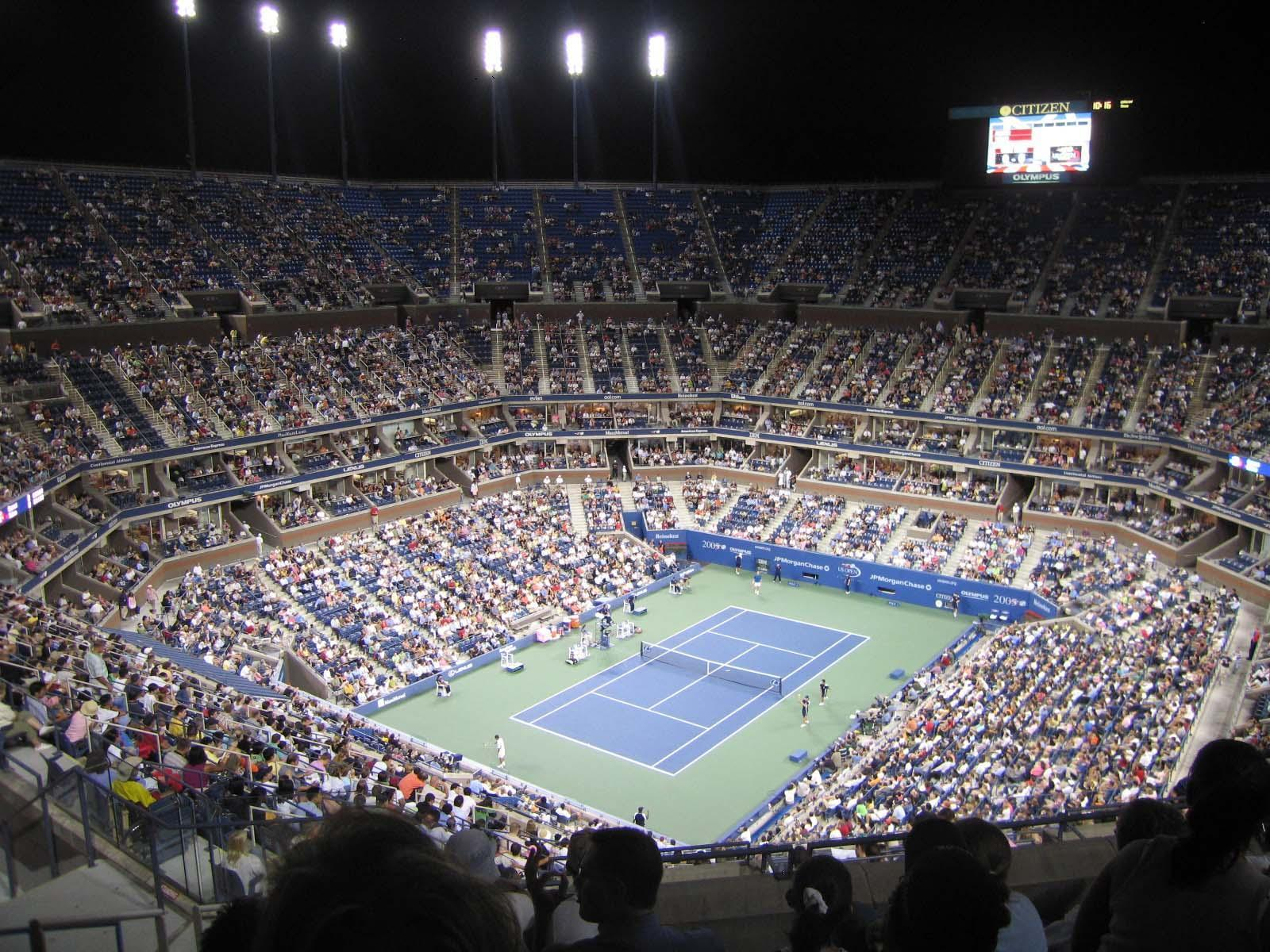
Sân vận động Arthur Ashe, nơi diễn ra trận Chung kết Mỹ Mở rộng

2015 US Open là phiên bản 135 của giải đấu và nó được tổ chức tại Trung tâm quần vợt quốc gia USTA Billie Jean King ở Flushing Meadows-Corona Park tại Queens ở New York City, New York, Hoa Kỳ.
Giải đấu là một sự kiện được Liên đoàn Quần vợt Quốc tế (ITF) tổ chức và là một phần của ATP World Tour 2015 và lịch WTA Tour 2015 thuộc thể loại Grand Slam. Giải đấu bao gồm cả đơn nam và nữ và rút thăm đôi cũng như một sự kiện đôi nam nữ. Có các sự kiện đơn và đôi cho cả nam và nữ (người chơi dưới 18 tuổi), là một phần của thể loại giải đấu hạng A, và các sự kiện đơn, đôi và bốn cho người chơi xe lăn nam và nữ như một phần của tour du lịch NEC theo Thể loại Grand Slam.
Ngoài ra, các sự kiện đôi nam vô địch nam và nữ khách mời hàng năm đã được tổ chức, với tám nhà cựu vô địch Grand Slam nam và tám nữ tham gia. Đây cũng là năm thứ hai diễn ra các cuộc thi của trường đại học Mỹ được tổ chức, nơi mười sáu người chơi đại học hàng đầu của Mỹ cạnh tranh trong các sự kiện đánh đơn của nam và nữ. Các trận đấu biểu diễn cũng diễn ra.
Giải đấu được chơi trên các sân cứng và diễn ra trên một loạt 17 sân với bề mặt DecoTurf, bao gồm ba sân khấu chính - Sân vận động Arthur Ashe (với thép cố định và bảng video mới, hệ thống âm thanh và ánh sáng sân LED, như một phần của một dự án tân trang), Sân vận động Louis Armstrong và Grandstand. Đây là giải Mỹ mở rộng cuối cùng được chơi trên các sân mà không có mái nhà hoạt động trên sân trung tâm và với Grandstand cũ. Bắt đầu từ phiên bản 2016, sân vận động Arthur Ashe sẽ hoàn thành mái nhà có thể thu vào và các trận đấu sẽ được chơi trên sân Grandstand mới được xây dựng.
Sau hai năm giải đấu được lên kế hoạch trong 15 ngày, US Open trở lại lịch trình 14 ngày truyền thống vào năm 2015, điều này có tác động đến tất cả các sự kiện thi đấu chính. Trận bán kết đơn nữ đã được lên kế hoạch cho buổi tối ngày 10 tháng 9, trong khi trận bán kết đơn nam sẽ được phát vào thứ Sáu ngày 11 tháng 9 sau trận chung kết đôi. Chung kết đôi nam sẽ được chơi trước trận chung kết đơn nữ vào thứ Bảy ngày 12 tháng 9 và trận chung kết đơn nam sẽ diễn ra trận chung kết đôi nữ.
Bởi vì Serena Williams có thể trở thành người phụ nữ đầu tiên giành được cả bốn danh hiệu quần vợt lớn kể từ khi Steffi Graf hoàn thành kỳ tích này vào năm 1988 và vì cô ấy có thể đạt ngang bằng 22 danh hiệu lớn của Graf, trận chung kết của nữ lần đầu tiên được bán hết vé trước trận chung kết nam.